# Freocrossotus
Freocrossotus is een kevergeslacht uit de familie van de boktorren (Cerambycidae). De wetenschappelijke naam van het geslacht werd voor het eerst geldig gepubliceerd in 1956 door Lepesme & Breuning.

## Soorten
Freocrossotus omvat de volgende soorten:
- Freocrossotus maynei Lepesme & Breuning, 1956
- Freocrossotus meridionalis Breuning, 1977
- Freocrossotus reticulatus Breuning, 1964